# کارل بالانتینه
کارل بالانتینه (به انگلیسی: Carl Ballantine) (زاده ۲۷ سپتامبر ۱۹۱۷ – درگذشته ۳ نوامبر ۲۰۰۹) بازیگر آمریکایی بود.
از فیلم‌های معروف او می‌توان به بازی در فیلم بهترین زمان اشاره کرد.